# Schaatsen op de Olympische Winterspelen 2022
Schaatsen was een van de sporten die beoefend werden tijdens de Olympische Winterspelen 2022 in de Chinese hoofdstad Peking. Het schaatsevenement werd in de National Speed Skating Oval gehouden.
Dezelfde veertien onderdelen stonden op het programma als in 2018. Een land mocht maximaal 9 vrouwen en 9 mannen afvaardigen – dat is er één per geslacht minder dan vier jaar eerder.

## Wedstrijdschema
| Datum       | Dag       | Lokale tijd | MET   | Mannen                         | Vrouwen                        |
| ----------- | --------- | ----------- | ----- | ------------------------------ | ------------------------------ |
| 4 februari  | vrijdag   | 20:00       | 13:00 | Openingsceremonie              | Openingsceremonie              |
| 5 februari  | zaterdag  | 16:30       | 09:30 |                                | 3000 m                         |
| 6 februari  | zondag    | 16:30       | 09:30 | 5000 m                         |                                |
| 7 februari  | maandag   | 16:30       | 09:30 |                                | 1500 m                         |
| 8 februari  | dinsdag   | 18:30       | 11:30 | 1500 m                         |                                |
| 10 februari | donderdag | 20:00       | 13:00 |                                | 5000 m                         |
| 11 februari | vrijdag   | 16:00       | 09:00 | 10.000 m                       |                                |
| 12 februari | zaterdag  | 16:00       | 09:00 | 500 m                          | Ploegenachtervolging (Q)       |
| 13 februari | zondag    | 21:00       | 14:00 | Ploegenachtervolging (Q)       | 500 m                          |
| 15 februari | dinsdag   | 14:30       | 07:30 | Ploegenachtervolging (Finales) | Ploegenachtervolging (Finales) |
| 17 februari | donderdag | 16:30       | 09:30 |                                | 1000 m                         |
| 18 februari | vrijdag   | 16:30       | 09:30 | 1000 m                         |                                |
| 19 februari | zaterdag  | 15:00       | 08:00 | Massastart                     | Massastart                     |
| 20 februari | zondag    | 20:00       | 13:00 | Sluitingsceremonie             | Sluitingsceremonie             |

## Medailles

### Mannen
| Onderdeel            | Goud                                                                | Goud            | Zilver                                                             | Zilver   | Brons                                                                 | Brons              |
| -------------------- | ------------------------------------------------------------------- | --------------- | ------------------------------------------------------------------ | -------- | --------------------------------------------------------------------- | ------------------ |
| 500 m                | Gao Tingyu China                                                    | 34,32 OR        | Cha Min-kyu Zuid-Korea                                             | 34,39    | Wataru Morishige Japan                                                | 34,49              |
| 1000 m               | Thomas Krol Nederland                                               | 1.07,92         | Laurent Dubreuil Canada                                            | 1.08,32  | Håvard Holmefjord Lorentzen Noorwegen                                 | 1.08,48            |
| 1500 m               | Kjeld Nuis Nederland                                                | 1.43,21 OR      | Thomas Krol Nederland                                              | 1.43,55  | Kim Min-seok Zuid-Korea                                               | 1.44,24            |
| 5000 m               | Nils van der Poel Zweden                                            | 6.08,84 OR      | Patrick Roest Nederland                                            | 6.09,31  | Hallgeir Engebråten Noorwegen                                         | 6.09,88            |
| 10.000 m             | Nils van der Poel Zweden                                            | 12.30,74 WR, OR | Patrick Roest Nederland                                            | 12.44,59 | Davide Ghiotto Italië                                                 | 12.45,98           |
| Massastart           | Bart Swings België                                                  | 63              | Chung Jae-won Zuid-Korea                                           | 40       | Lee Seung-hoon Zuid-Korea                                             | 20                 |
| Ploegenachtervolging | Noorwegen Hallgeir Engebråten Peder Kongshaug Sverre Lunde Pedersen | 3.38,07         | Russische ploeg¹ Daniil Aldosjkin Sergej Trofimov Roeslan Zacharov | 3.40,46  | Verenigde Staten Casey Dawson Emery Lehman Joey Mantia Ethan Cepuran² | 3.38,81 (B-finale) |

¹ De Russische ploeg reed in de halve finale een Olympisch Record: 3.36,62.

² Cepuran reed niet in de finaleronde van de ploegenachtervolging, maar ontving een medaille omdat hij in een eerdere ronde onderdeel was van de ploeg.

### Vrouwen
| Onderdeel            | Goud                                                     | Goud           | Zilver                                   | Zilver  | Brons                                                                      | Brons              |
| -------------------- | -------------------------------------------------------- | -------------- | ---------------------------------------- | ------- | -------------------------------------------------------------------------- | ------------------ |
| 500 m                | Erin Jackson Verenigde Staten                            | 37,04          | Miho Takagi Japan                        | 37,12   | Angelina Golikova Russische ploeg                                          | 37,21              |
| 1000 m               | Miho Takagi Japan                                        | 1.13,19 OR     | Jutta Leerdam Nederland                  | 1.13,83 | Brittany Bowe Verenigde Staten                                             | 1.14,61            |
| 1500 m               | Ireen Wüst Nederland                                     | 1.53,28 OR     | Miho Takagi Japan                        | 1.53,72 | Antoinette de Jong Nederland                                               | 1.54,82            |
| 3000 m               | Irene Schouten Nederland                                 | 3.56,93 OR     | Francesca Lollobrigida Italië            | 3.58,06 | Isabelle Weidemann Canada                                                  | 3.58,64            |
| 5000 m               | Irene Schouten Nederland                                 | 6.43,51 OR, NR | Isabelle Weidemann Canada                | 6.48,18 | Martina Sáblíková Tsjechië                                                 | 6.50,09            |
| Massastart           | Irene Schouten Nederland                                 | 60             | Ivanie Blondin Canada                    | 40      | Francesca Lollobrigida Italië                                              | 20                 |
| Ploegenachtervolging | Canada Ivanie Blondin Valérie Maltais Isabelle Weidemann | 2.53,43 OR     | Japan Ayano Sato Miho Takagi Nana Takagi | 3.04,45 | Nederland Marijke Groenewoud Irene Schouten Ireen Wüst Antoinette de Jong² | 2.56,86 (B-finale) |

² De Jong reed niet in de finaleronde van de ploegenachtervolging, maar ontving een medaille omdat zij in een eerdere ronde onderdeel was van de ploeg.

### Medaillespiegel
| Plaats | Land             | NOC    | Goud | Zilver | Brons | Totaal |
| ------ | ---------------- | ------ | ---- | ------ | ----- | ------ |
| 1      | Nederland        | NED    | 6    | 4      | 2     | 12     |
| 2      | Zweden           | SWE    | 2    | 0      | 0     | 2      |
| 3      | Japan            | JPN    | 1    | 3      | 1     | 5      |
| 3      | Canada           | CAN    | 1    | 3      | 1     | 5      |
| 5      | Noorwegen        | NOR    | 1    | 0      | 2     | 3      |
| 5      | Verenigde Staten | USA    | 1    | 0      | 2     | 3      |
| 7      | België           | BEL    | 1    | 0      | 0     | 1      |
| 7      | China            | CHN    | 1    | 0      | 0     | 1      |
| 9      | Zuid-Korea       | KOR    | 0    | 2      | 2     | 4      |
| 10     | Italië           | ITA    | 0    | 1      | 2     | 3      |
| 11     | Russische ploeg  | ROC    | 0    | 1      | 1     | 2      |
| 12     | Tsjechië         | CZE    | 0    | 0      | 1     | 1      |
| Totaal | Totaal           | Totaal | 14   | 14     | 14    | 42     |